# タラス・シェフチェンコ像 (タシュケント)
タラス・シェフチェンコ像（タラス・シェフチェンコぞう）は、ウズベキスタンの首都タシュケントにある、ウクライナの詩人、画家であるタラス・シェフチェンコの銅像である。この銅像はヨシフ・カラーキスが設計し、レオニード・リャブツェフ (ロシア語: Леонид Рябцев)により建設された。

## 位置
銅像はタシュケント第110学校付近にあるV. クトキン (В. Куткина) 作のパネルの前に位置する。タラス・シェフチェンコ像はタシュケントの中心部に有り、銅像がある前の通りは「タラス・シェフチェンコ通り」と呼ばれている。タシュケント中心部にあるアミール・ティムール広場からは南に徒歩約5分。

## 建設
タラス・シェフチェンコ像は2002年12月に披露された。像が公開された日には第2代ウクライナ大統領のレオニード・クチマも公式にウズベキスタンを訪問、祝福した。
銅像の台座は花崗岩の部分と、その下にあるウズベキスタンのモスクによく見られる青色の正方形パターンの文様が刻まれた部分でできている。